# Halima bint Abi-Dhuayb
Halima bint Abi-Dhuayb (àrab: حليمة بنت أبي ذؤيب, Ḥalīma bint Abī Ḏuʾayb) o Halima as-Sadiyya (àrab: حليمة السعدية, Ḥalīma as-Saʿdiyya) (segle VI-segle VII) fou la dida del profeta Muhàmmad. Ella i el seu marit eren membres de la tribu dels Banu Sad ibn Bakr, facció dels Hawazin. Muhàmmad li fou confiat en néixer i el va alletar fins als dos anys. La història s'ha posat en dubte, ja que implica que el Profeta hauria hagut de passar els primers anys al desert. Encara que es creu que potser no foren dos anys, sí que segurament hi va passar un temps, ja que a l'època la vida al desert es considerava més sana que la vida a la Meca. Muhàmmad va honorar més tard a la seva germana de llet aix-Xayma i va afavorir a la tribu dels Banu Sad.